# Arakamani
Arakamani (fl. III secolo a.C.) (alias Arkamaniqo, Arkakamani o Ergamene I) è stato un sovrano del regno di Kush.

## Biografia
|                   |        |     |   |       |
| \| \| \| \| \| \| |        |     |   |       |
|                   |        |     |   |       |
| i                 | mn · n | A26 | r | k · k |

| i | mn · n | A26 | r | k · k |

|                   |        |     |   |       |
| \| \| \| \| \| \| |        |     |   |       |
|                   |        |     |   |       |
| i                 | mn · n | A26 | r | k · k |

| i | mn · n | A26 | r | k · k |

|                   |        |     |   |       |
| \| \| \| \| \| \| |        |     |   |       |
|                   |        |     |   |       |
| i                 | mn · n | A26 | r | k · k |

| i | mn · n | A26 | r | k · k |

|                   |        |     |   |       |
| \| \| \| \| \| \| |        |     |   |       |
|                   |        |     |   |       |
| i                 | mn · n | A26 | r | k · k |

| i | mn · n | A26 | r | k · k |

Le uniche attestazioni archeologiche certe di Arakamani provengono dalla sua piramide funeraria a Meroe, chiamata Begarawiyah S 6). Inoltre, alcuni studiosi ritengono che vada identificato con il re nubiano Ergamene, menzionato dallo storico classico Diodoro Siculo nella sua Bibliotheca historica. Diodoro scrive che il clero voleva la morte di Ergamene per compiacere gli dei, ma il re, educato nella cultura ellenistica, riuscì a sovrastare il clero tramite la sua forza di volontà.
Gli eventi riportati in tale acconto sono attualmente interpretati come un cambiamento dinastico in relazione con il trasferimento della necropoli reale (e quindi della capitale) da Napata a Meroe; gli studiosi considerano dunque Arakamani/Ergamene il primo re della fase Meroitica della storia della Nubia, quando il centro del potere del regno si spostò ai confini meridionali, con un conseguente rafforzamento dell'influenza kushita. È inoltre suggerito che la "cultura greca", considerata da Diodoro l'origine della forza di Ergamene, andrebbe capita come la cultura greco-egiziana del regno tolemaico, ovvero un Egitto dominato dalla dinastia greca dei Tolomei.

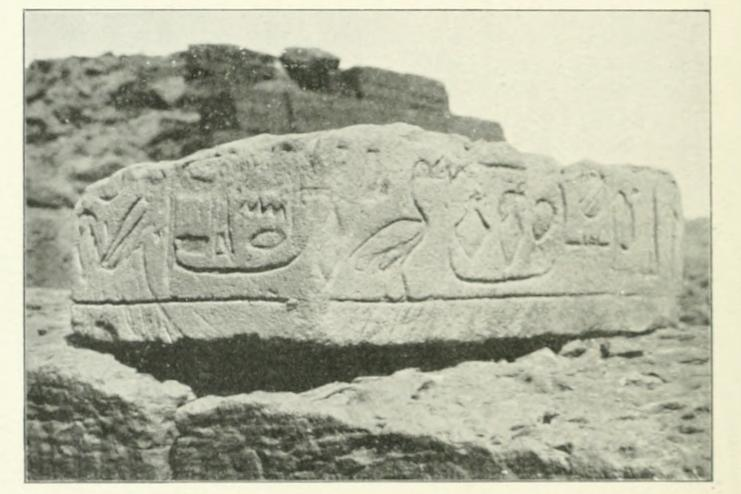
Cartigli di Arakamani su un frammento di pietra, Meroe orientale.

Se Arakamani fosse correttamente identificato come Ergamene I, allora Diodoro lo considererebbe a ragione contemporaneo del re tolemaico Tolomeo II Filadelfo. In caso contrario, come molti altri re nubiani, la sua collocazione cronologica sarebbe molto difficile.